# Allomengea dentisetis
Allomengea dentisetis là một loài nhện trong họ Linyphiidae.
Loài này thuộc chi Allomengea. Allomengea dentisetis được Grube miêu tả năm 1861.